# الطب السلوكي

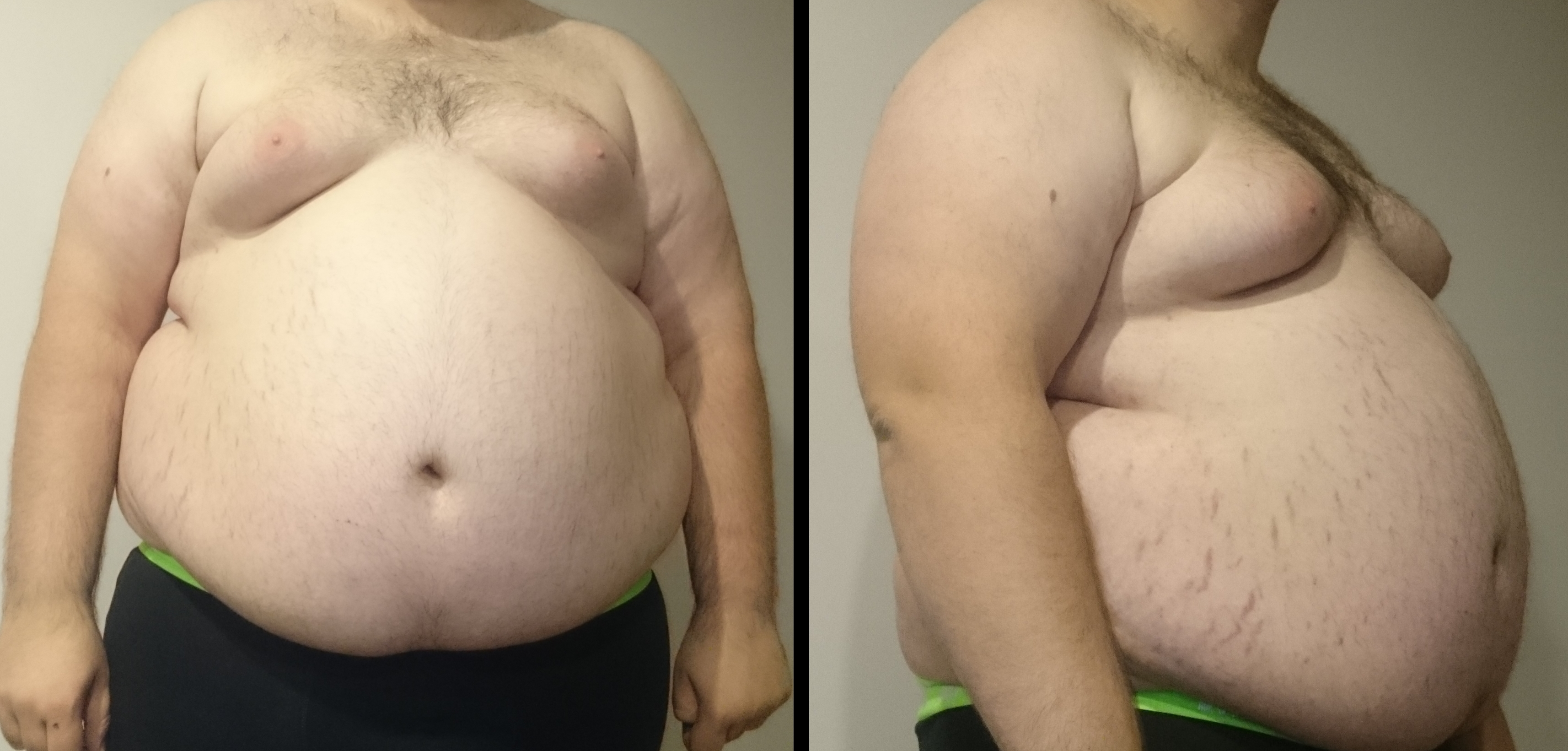

يهتم الطب السلوكي بدمج المعرفة في العلوم البيولوجية والسلوكية والنفسية والاجتماعية المتعلقة بالصحة والمرض .على سبيل المثال تشمل هذه العلوم علم الأوبئة،أنثروبولوجيا وعلم الاجتماع وعلم النفس وعلم وظائف الأعضاء وعلم العقاقير والتغذية وعلم التشريح العصبي وعلم الغدد الصماء وعلم المناعة .  غالبًا ما يستخدم المصطلح بالتبادل ، ولكن بشكل خاطئ مععلم نفس الصحة .[بحاجة لمصدر] ممارسة الطب السلوكي وتشمل علم النفس والصحة، ولكن أيضا يشمل تطبيق العلاجات النفسية لمثل الارتجاع البيولوجي ، التنويم المغناطيسي ، والعلاج الحيوي السلوكي للاضطرابات الجسدية، جوانب العلاج المهني ، طب التأهيل ، و physiatry ، فضلا عن الطب الوقائي . في المقابل ، يمثل علم نفس الصحة تركيزًا أقوى بشكل خاص على دور علم النفس في كل من الطب السلوكي والصحة السلوكية. 
يعتبر الطب السلوكي ذا أهمية خاصة في الأيام الأخيرة ، حيث يُنظر إلى العديد من المشكلات الصحية في المقام الأول على أنها سلوكية بطبيعتها ، وليس طبية. على سبيل المثال،التدخين، يقود نمط الحياة المستقرة ، و تعاطي الكحول أو غيرها من تعاطي المخدرات ، كلها عوامل في الأسباب الرئيسية للوفاة في المجتمع الحالي. يشمل ممارسي الطب السلوكي ممرضين مؤهلين بشكل مناسب ، وأخصائيين اجتماعيين ، وعلماء نفس ، وأطباء (بما في ذلك طلاب الطب والمقيمين) ، وغالبًا ما يعمل هؤلاء المهنيين أسباب لتغيير السلوك ، حتى في أدوارهم الطبية.
يستخدم الطب السلوكي النموذج البيولوجي النفسي الاجتماعي للمرض بدلاً من النموذج الطبي .  يدمج هذا النموذج العناصر البيولوجية والنفسية والاجتماعية في مقاربته للمرض بدلاً من الاعتماد فقط على الانحراف البيولوجي عن الأداء القياسي أو الطبيعي.

## الأصول والتاريخ
لقد لمحت كتابات من الحضارات الأولى إلى العلاقة بين العقل والجسد ، وهو المفهوم الأساسي الذي يقوم عليه الطب السلوكي.  يعد مجال الطب النفسي الجسدي من بين أسلافه الأكاديميين ، وإن كان قد عفا عليه الزمن باعتباره تخصصًا أكاديميًا.
في الشكل الذي يُفهم به عمومًا اليوم ، يعود هذا المجال إلى السبعينيات. كانت الاستخدامات الأولى لهذا المصطلح في عنوان كتاب لي بيرك ( الارتجاع البيولوجي: الطب السلوكي ) ، نُشر عام 1973 ؛ وفي أسماء من وحدتين الأبحاث السريرية، ومركز للطب السلوكي، التي أسسها أوفيد F. بوميرلو وجون بول برادي في جامعة ولاية بنسلفانيا في عام 1973، ومختبر لدراسة الطب السلوكي، التي أسسها ويليام ستيوارت أجراس في جامعة ستانفورد عام 1974. بعد ذلك ، ازدهر المجال كثيرا ، واكتسب الاستفسار عن التفاعلات السلوكية والفسيولوجية والكيميائية الحيوية مع الصحة والمرض مكانة بارزة تحت عنوان الطب السلوكي. في عام 1976 ، واعترافًا بهذا الاتجاه ، أنشأت المعاهد الوطنية للصحة قسم دراسة الطب السلوكي لتشجيع وتسهيل البحث و التعاون عبر التخصصات.
كان مؤتمر ييل عام 1977 للطب السلوكي واجتماع للأكاديمية الوطنية للعلوم يهدفان بوضوح إلى تحديد المجال ورسم حدوده على أمل المساعدة في توجيه البحث المستقبلي.  بناءً على المداولات في مؤتمر ييل ، اقترح شوارتز وفايس النموذج البيولوجي النفسي الاجتماعي ، مؤكدين على جذور المجال الجديد متعدد التخصصات والدعوة إلى تكامل المعرفة والتقنيات المستمدة على نطاق واسع من العلوم السلوكية والطبية الحيوية.  بعد فترة وجيزة ، نشر بوميرلو وبرادي كتابًا بعنوان الطب السلوكي: النظرية والتطبيق ،  حيث عرضا تعريفًا بديلاً يركز بشكل أكبر على المساهمة الخاصة للتحليل التجريبي للسلوك في تشكيل المجال.
تضمنت التطورات الإضافية خلال هذه الفترة من النمو والتخمر إنشاء مجتمعات علمية (جمعية الطب السلوكي وأكاديمية أبحاث الطب السلوكي ، في عام 1978) وكذلك المجلات ( مجلة الطب السلوكي في عام 1977 وحوليات الطب السلوكي). في 1979). في عام 1990 ، في المؤتمر الدولي للطب السلوكي في السويد ، تأسست الجمعية الدولية للطب السلوكي لتوفر ، من خلال العديد من مجتمعاتها البنت ، ومن خلال مجلتها الخاصة التي راجعها الأقران (المجلة الدولية للطب السلوكي ) ، تركيزًا دوليًا لـ التطوير المهني والأكاديمي. 

## أماكن الدراسة
العديد من الأمراض المزمنة لها عنصر سلوكي ، ولكن يمكن تعديل الأمراض التالية بشكل كبير ومباشر من خلال السلوك ، بدلاً من استخدام العلاج الدوائي وحده:
- تعاطي المخدرات: أظهرت العديد من الدراسات أن الدواء يكون أكثر فاعلية عندما يقترن بالتدخل السلوكي [7]
- السمنة: تعتبر التدخلات المنظمة لنمط الحياة أكثر فعالية وملاءمة على نطاق واسع من الأدوية أو جراحة السمنة. [2]
- ارتفاع ضغط الدم: المحاولات المتعمدة للحد من التوتر يمكن أن تقلل أيضًا من ارتفاع ضغط الدم
- الأرق: يوصى بالتدخلات المعرفية والسلوكية كخط علاج أول للأرق [8]

### الالتزام بالعلاج والامتثال
تعمل الأدوية بشكل أفضل للسيطرة على الأمراض المزمنة عندما يستخدمها المرضى على النحو الموصوف ولا تحيد عن تعليمات الطبيب. هذا صحيح لكل من الأمراض الفسيولوجية والعقلية. ومع ذلك ، لكي يلتزم المريض بنظام العلاج ، يجب على الطبيب تقديم معلومات دقيقة حول النظام ، وشرح مناسب لما يجب على المريض القيام به ، كما يجب أن يقدم تعزيزًا أكثر تواترًا للامتثال المناسب.  عادة ما يظهر المرضى الذين لديهم أنظمة دعم اجتماعي قوية ، لا سيما من خلال الزواج والعائلات ، امتثالًا أفضل لنظام العلاج الخاص بهم. 
- المراقبة عبر الهاتف أو الفيديو مع المريض
- إدارة الحالة باستخدام مجموعة من المهنيين الطبيين للمتابعة المستمرة مع المريض

### العلاقة بين الطبيب والمريض
من المهم للأطباء إقامة روابط وعلاقات ذات مغزى مع مرضاهم ، بدلاً من مجرد التفاعل معهم ، والذي يحدث غالبًا في نظام يعتمد بشكل كبير على الرعاية المتخصصة. لهذا السبب ، يؤكد الطب السلوكي على التواصل الصادق والواضح بين الطبيب والمريض في العلاج الناجح لأي مرض ، وكذلك في الحفاظ على المستوى الأمثل من الصحة البدنية والعقلية. تشمل العوائق التي تحول دون التواصل الفعال ديناميكيات القوة والضعف ومشاعر العجز أو الخوف. يعاني الأطباء ومقدمو الرعاية الصحية الآخرون أيضًا من إجراء مقابلات مع المرضى الصعبين أو غير المتعاونين ، بالإضافة إلى تقديم أخبار طبية غير مرغوب فيها للمرضى وعائلاتهم.
ركز المجال بشكل متزايد على العمل من أجل مشاركة القوة في العلاقة ، بالإضافة إلى تدريب الطبيب لتمكين المريض من إجراء تغييرات سلوكية خاصة به. في الآونة الأخيرة ، وسع الطب السلوكي مجال ممارسته ليشمل التدخلات مع مقدمي الخدمات الطبية ، اعترافاً بحقيقة أن سلوك مقدمي الخدمات يمكن أن يكون له تأثير حاسم على نتائج المرضى. تشمل الأهداف الحفاظ على السلوك المهني والإنتاجية والإيثار ، بالإضافة إلى منع الإرهاق والاكتئاب وعدم الرضا الوظيفي بين الممارسين. 

### مبادئ ونماذج ونظريات التعلم
يشمل الطب السلوكي فهم التطبيقات السريرية لمبادئ التعلم مثل التعزيز والتجنب والتعميم والتمييز ونماذج التعلم الاجتماعي المعرفي أيضًا ، مثل نموذج التعلم المعرفي الاجتماعي للوقاية من الانتكاس بواسطة مارلات.

### نظرية التعلم
يمكن تعريف التعلم على أنه تغيير دائم نسبيًا في اتجاه سلوكي يحدث نتيجة للممارسة المعززة.  من المرجح أن يحدث السلوك مرة أخرى في المستقبل بشكل كبير نتيجة للتعلم ، مما يجعل التعلم مهمًا في اكتساب استجابات فسيولوجية غير قابلة للتكيف يمكن أن تؤدي إلى مرض نفسي جسدي هذا يعني أيضًا أنه يمكن للمرضى تغيير سلوكياتهم غير الصحية من أجل تحسين تشخيصهم أو صحتهم ، خاصة في علاج الإدمان والرهاب.
النظريات الأساسية الثلاثة للتعلم هي:
- تكييف كلاسيكي
- تكييف هواء فعال
- النمذجة

تشمل المجالات الأخرى تصحيح التحيز الإدراكي في السلوك التشخيصي ؛ معالجة مواقف الأطباء التي تؤثر سلبًا على علاج المريض ؛ ومعالجة سلوكيات الأطباء التي تعزز تطور المرض والحفاظ على المرض لدى المرضى ، سواء في إطار سوء الممارسة أم لا.
تتضمن ثقافتنا الحديثة العديد من الضغوطات الدقيقة الحادة التي تضيف كمية كبيرة من الإجهاد المزمن بمرور الوقت ، مما يؤدي إلى المرض والمرض. وفقًا لهانس سيلي ، فإن استجابة الجسم للضغط مصممة للشفاء وتتضمن ثلاث مراحل من متلازمة التكيف العامة: الإنذار والمقاومة والإرهاق. 

## التطبيقات
مثال على كيفية تطبيق النموذج النفسي الاجتماعي الذي يستخدمه الطب السلوكي هو من خلال إدارة الألم المزمن. قبل اعتماد هذا النموذج ، لم يكن الأطباء قادرين على تفسير سبب عدم تعرض بعض المرضى للألم على الرغم من تعرضهم لتلف كبير في الأنسجة ، مما دفعهم إلى رؤية النموذج الطبي الحيوي للمرض على أنه غير كاف.  ومع ذلك ، فإن زيادة الضرر الذي يلحق بأجزاء الجسم وأنسجته يرتبط عمومًا بزيادة مستويات الألم. بدأ الأطباء في تضمين عنصر معرفي للألم ، مما أدى إلى نظرية التحكم في البوابة واكتشاف تأثير الدواء الوهمي. تشمل العوامل النفسية التي تؤثر على الألم الكفاءة الذاتية ، والقلق ، والخوف ، وسوء المعاملة ، وضغوط الحياة ، والألم الكارثي ، والذي يستجيب بشكل خاص للتدخلات السلوكية. بالإضافة إلى ذلك ، فإن الاستعداد الوراثي للفرد للضيق النفسي وحساسية الألم سيؤثر على إدارة الألم. أخيرًا ، تلعب العوامل الاجتماعية مثل الحالة الاجتماعية والاقتصادية والعرق والعرق دورًا أيضًا في تجربة الألم.
ينطوي الطب السلوكي على فحص جميع العوامل العديدة المرتبطة بالمرض ، بدلاً من الجانب الطبي الحيوي فقط ، وعلاج المرض من خلال تضمين عنصر التغيير السلوكي من جانب المريض.
في مراجعة نشرت عام 2011 يوضح فيشر وآخرون  كيف يمكن تطبيق نهج طبي سلوكي على عدد من الأمراض الشائعة وعوامل الخطر مثل أمراض القلب والأوعية الدموية / السكري والسرطان وفيروس نقص المناعة البشرية / الإيدز وتعاطي التبغ وسوء التغذية وقلة النشاط البدني والاستهلاك المفرط للكحول. تشير الأدلة إلى أن التدخلات السلوكية فعالة من حيث التكلفة وتضيف من حيث جودة الحياة. يمكن أن يكون للتدخلات السلوكية ذات الأهمية تأثيرات وفوائد واسعة النطاق على الوقاية وإدارة المرض والرفاهية على مدى الحياة.